# 油松
油松，属松科松属，别名短叶松、短叶马尾松、红皮松、东北黑松等，是原产于中国北部的一种松树，从辽宁西部到内蒙古和甘肃， 南到山东，河南和山西，以及朝鲜半岛北部。在以前的一些教科书中学名被拼写为“Pinus tabulaeformis”。
油松是中型常绿乔木，20-30米高，幼树树冠呈圆锥形，成年树树冠呈平顶。油松的幼树生长速度很快，当树龄增高後成长速度变缓。树皮灰褐色，开裂成鳞片。宽阔的树冠很显著，部分是由于长水平分枝习性。 油松的松针呈有光泽的灰绿色，长10-17厘米，宽1-1.5毫米，叶鞘宿存，通常是一束两针，但在年轻的树的强壮枝条的顶端偶尔会出现一束三针。油松的球果为绿色，授粉约二十个月后成熟变为褐色，宽卵圆形，长4-6厘米，有显著种鳞，鳞盾带小刺。油松的种子长6-7毫米，有15-20毫米的翅，借助风力散播。

## 分类
油松有两个变种：
- 油松（Pinus tabuliformis var. tabuliformis，原变种）. 中国，除辽宁以外最大的球果的直径在15厘米以下。
- 黑皮油松（Pinus tabuliformis var. mukdensis，mukdensis的意思是奉天），生长在辽宁，北朝鲜。最大的球果的直径超过15厘米。

一些植物学家也把相关的巴山松（Pinus henryi）和高山松（Pinus densata）看作油松的变种，在以前的一些教科书中，甚至连差别很大的云南松（Pinus yunnanensis）也看作油松的变种。

## 应用和栽培
油松的木材可用于一般建筑。纸浆用木材产生一种树脂--松脂，可以用于制造香草香精（香兰素）。松脂也可以用来制造松节油和相关产品，而且在医疗上用于治疗一系列呼吸系统和其他内部疾病，例如肾和膀胱紊乱，创伤，以及皮肤损伤。油松的树皮可以用来提取单宁酸。松针也用于医疗用途其中含有天然杀虫剂，也可以提取染料
在中国以外很少栽培，只有在植物园内种植。

## 著名古树
- 遮荫侯，位于北海公园内，高20米，胸径3.16米，为金代所植，迄今800余年。
- 听法松，位于香山公园香山寺遗址，高20余米，迄今800余年。